# Henrik Have
Henrik Have (født 14. marts 1946 i Gladsaxe, død 12. september 2014 i Hvide Sande) var en dansk billedkunstner og forfatter.  Hans forældre var overlaborant, gårdejer Helmer Andreas Have og laborant Carla Christine Bloch. 1989 blev han gift med Anne Katrine Kokholm Nielsen. 
Have er en autodidakt kunstner. Hans multimediale kunst, der strækker sig fra objekter og collager over maleri og skulptur til digtning og forlagsvirksomhed (Edition After Hand siden 1973), har rødder dels i absurdismen og i den nye franske romans formeksperimenter, dels i 1960'ernes og 1970'ernes radikalistiske avantgardebevægelser såsom fluxus, minimalisme, koncept- og proceskunst. Både som digter og som billedkunstner følte Have sig tidligt tiltrukket af den antipsykologiske kunst, der sætter forfatterens jeg i baggrunden og til gengæld involverer læser og beskuer i et åbent fortolkningsarbejde, hvor selve sproget, materialeprocessen og dannelsen af betydning står i centrum. Efter i mange år at have arbejdet med installationskunst og happenings begyndte han i 1980'erne at udføre malerier og tegninger, hvor skrift, billede og objekt ofte samarbejdes. 
1974 flyttede Have fra Gladsaxe til den vestjyske landsby No hvor han indrettede sit atelier i en landejendom. Han havde planer om at oprette en skulpturpark ved sit hjem i No, som ikke nåede at blive færdig inden hans død. Henrik Have døde på Anker Fjord Hospice i Hvide Sande efter længere tids sygdom.
Af hædersbevisninger har han blandt andet fået: Statens Kunstfonds livsvarige ydelse (1990), Eckersberg Medaillen og Leo Estvads Legat (1998).